# Nicola Jelardi
Nicola Jelardi (San Marco dei Cavoti, 7 ottobre 1805 – San Marco dei Cavoti, 6 agosto 1886) è stato un patriota e politico italiano.

## Biografia
Figlio di Giovanni, Dottore delle Leggi, e di Teresa Alderisio, Nicola Jelardi nacque in una distinta famiglia di agiati proprietari terrieri di San Marco dei Cavoti (Benevento) e nell'antico palazzo cinquecentesco di Largo Fontecavalli.
Dopo la prematura morte del padre (1826) e quella dello zio avvocato Federigo (1831) entrò in possesso poco più che ventenne di un cospicuo patrimonio, ossia di gran parte dell’ex feudo di San Marco che lo zio aveva acquisito dai duchi Caracciolo (subentrati ai marchesi Cavaniglia), mentre egli stesso nel 1836 acquistò da don Lelio Caracciolo il diritto di terraggiare (esigibile da circa 1000 coltivatori e conduttori di terreni) e quello feudale di nomina dell’Arciprete di San Marco; nel 1850 acquistò invece da don Carlo Caracciolo il Feudo di San Severo di 260 moggi di terreno, possedendo inoltre grandi appezzamenti nelle contrade Calisi, Santa Barbara, Zenna, Santa Maria la Macchia, Franzese , Montelse e varie altre, nel comune di Reino, e inoltre tre mulini ad acqua e la tenuta dei Principi del Colle.
Sposato con Donna Maria Brizio Cinquegrani - di distinta famiglia di San Lorenzo Maggiore -  ebbe nove figli dei quali i tre maschi - Giovanni, Federico e Ferdinando - ricoprirono la carica di Consigliere Provinciale così come lui che fece parte del primo Consiglio Provinciale della Provincia di Benevento appena costituita dopo l'unità nazionale e ne fu anche vicepresidente.
Si ritirò dalla vita pubblica nel 1883 colpito da apoplessia che, tre anni più tardi, ne cagionò la morte.

## Attività Politica e Patriottica preunitaria
Pur occupandosi della gestione dei propri beni, negli anni precedenti all’unità d’Italia Nicola Jelardi partecipò attivamente alla vita politica e amministrativa come Decurione, Capo Urbano, Giudice Supplente del Circondario di San Giorgio la Molara, e Socio Corrispondente della Real Società Economica del Principato Ultra (con Decreto Reale del 20 luglio 1858). 
Si era già distinto giovanissimo quando ventiseienne, quale Capo Urbano di San Marco dei Cavoti, nella notte del 2 dicembre 1832, alla guida dei suoi uomini della Guardia Urbana sgominò in un conflitto la cosiddetta banda di Cerasiello (dal nome del capo Giorgio Lombardi alias Cerasiello) che imperversava tra il Principato Ultra e il Contado di Molise compiendo furti e ruberie nelle campagne.  
Per la meritoria azione gli venne concessa l'onorificenza di Cavaliere del Real Ordine di Francesco I il 9 febbraio 1833. 
Negli anni seguenti divenne un convinto assertore della causa unitaria: nel mese di marzo del 1860 intervenne in Napoli ad una conferenza di affari politici ove conobbe il patriota Pasquale Verdura e il colonnello Giuseppe de Marco, affiancando quest’ultimo nella lotta liberale; nel giugno 1860, infatti, versò per tale causa la somma di cento ducati, fu socio contribuente del Comitato d’Azione per l'Unità Monarchica d’Italia fondato da Giacomo Tofano e, in veste di Giudice Supplente e Decurione, offrì la propria adesione al governo italiano con un doppio giuramento firmando un «indirizzo» a Vittorio Emanuele e a Giuseppe Garibaldi. Votò inoltre al plebiscito e intervenne nel dibattito per la redenzione d’Italia anche componendo versi patriottici come i due seguenti sonetti: 
-  Signor concedimi / un voto ardente / per l’ancor misera itala gente. S’infrangan subito le sue ritorte / in lieta mutagli la dura sorte. Dica anche il Tevere e la laguna / “Viva l’Italia, libera ed una 
 - Solo all’Italia prima un saluto / e di amor patrio anche un tributo. Bella unità d’Italia, oh cara libertà / tesori inapprezzabili, rare felicità. Per voi, fra tutti i popoli, ritorna al suo primato / l’italica penisola, giardino del creato. Su dunque unisoni gridiamo al cielo / col cor, coll’animo con vero anelo / “Sia nostro il Tevere, sia la laguna / Viva l’Italia libera ed una 

## Gli anni del brigantaggio
Nel corso della battaglia politica preunitaria, tuttavia, Nicola Jelardi rifiutò di unirsi ai pochi liberali di San Marco dei Cavoti poiché essi gli erano ostili sia per gelosia delle sue ricchezze e sia per motivi personali dettati, nel caso dei fratelli Ricci suoi parenti, dall’esclusione dall’eredità dello zio Federigo Jelardi dal quale egli era stato designato erede universale.
Fu appunto per tali motivi che egli - assieme al figlio Giovanni Capitano della Guardia Nazionale - subì poi la loro vendetta venendo additato come reazionario durante i primi mesi postunitari e nell’oscuro periodo del brigantaggio, tant’è che già a giugno del 1861 il Governatore di Benevento Carlo Torre ordinò un’inchiesta sul conto di Jelardi il quale nello stesso mese inviò al Segretario Generale della Polizia una «Memoria» denunciando il comportamento dei germani Ricci e di altri sammarchesi.
Il 28 giugno 1861 venne nominato dallo stesso Torre Consigliere Provinciale della neocostituita Provincia di Benevento e il 2 luglio 1861 partecipò alla seduta inaugurale del Consiglio Provinciale, sotto la presidenza del patriota Michele Ungaro, ma nonostante ciò i suoi nemici - coadiuvati dal sindaco Giuseppe Costantin suo antico rivale - non cessarono di perseguitarlo e proprio il 2 luglio 1861 fecero pervenire al Governatore un altro ricorso in cui lo accusarono di essere a capo di un movimento reazionario che si annidava nei boschi del Molise e pertanto - benché il Governatore Torre si fosse convinto in breve tempo dell’innocenza di Jelardi - egli si allontanò da San Marco il 26 luglio del 1861 assieme alla moglie e ai figli riparando a Napoli in via precauzionale e per timore delle scorrerie dei briganti guidati da Francesco Saverio Basile, detto il Pelorosso, e durate dall’agosto all’ottobre 1861. 
Venuto a conoscenza di quanto avveniva a San Marco, Jelardi scrisse da Napoli un esposto al Segretario Generale del Dicastero dell’Interno e Polizia affinché, tramite l’interessamento del Governatore di Benevento, il peggio fosse scongiurato, ma - sotto il peso dell’accusa infondata di aver favorito proprio il Pelorosso - subì comunque un interrogatorio presso la questura partenopea. 
Il 29 agosto 1861 egli si rifugiò quindi a Livorno, mentre tra il 6 e il 7 settembre alcuni concittadini (e non i briganti) lo denunciarono alle autorità governative come borbonico potendo così saccheggiare la sua casa rurale di Contrada Zenna e l’antico palazzo in Largo Fontecavalli compiendovi ogni genere di ruberia, macellando alcune vacche e impossessandosi di tutti gli oggetti d’oro, mobili, porte, infissi, alcuni marmi e parte delle tegole. 
Infine alcuni sammarchesi membri di una commissione radunatasi in casa del Conciliatore, a scopo di vendetta indussero Icilio Pelizza – capitano dell’esercito regolare del Regno nel frattempo intervenuto contro i briganti – anche ad appiccare il fuoco al palazzo di Nicola Jelardi il quale da Livorno si rivolse all’amico colonnello Giuseppe de Marco che gli consigliò di affidarsi al mazziniano Giovanni La Cecilia per difendersi sia delle accuse che ancora gravavano sul suo conto e sia da un mandato d’arresto spiccato dopo la sua partenza da Napoli.
Il 20 novembre 1861 De Marco scrisse a Jelardi; il governo fu ed è ingannato …La Provvidenza non abbandona un uomo come te, si fa la guerra alla tua proprietà, vili e miserabili che sono. Io ti difenderò a visiera alzata, una volta spero mi si ascolterà… Non ti debbo tacere che dei vili a’ più bassi e più vili che si dicono uomini han fatto deporre orribili cose contro di te, ma che io ti conosco, io ti confidava tutto i miei segreti … e Dio sa se non fossi stato liberale e virtuoso, tutti avresti potuto distruggere. Fatti animo, Iddio è con gli onesti per un punto non passasti per l’armi. Vedi dunque che poi Dio non permette agli empi tutto… domanderò al Governo di prenderti sotto la mia garanzia qua in Benevento per farti stare di fronte ai tuoi nemici (che) di lontano si rendono sfacciati e baldanzosi… Addio mio buono e virtuoso… vinceremo… un Governo libero non può durare nell’inganno. A tutta la tua famiglia un affettuoso saluto, un bacio a te dal tuo Peppino de Marco.
Intanto, sin dal 23 ottobre 1861, il Governo inviò un incaricato in San Marco affinché si informasse circa quanto era stato rubato a Nicola Jelardi il quale dal canto suo potette tornare a Napoli l’8 dicembre 1861 e restandovi fin quando il Tribunale Provinciale di Benevento, con ordinanza dell’11 settembre 1862, revocò il mandato di cattura spiccato contro di lui.

## La vittoria al processo per i fatti del brigantaggio
Difeso dall’avvocato, deputato e patriota Giacomo Tofano, Nicola Jelardi dovette comunque affrontare un processo assieme al figlio Giovanni dinanzi alle Assise di Benevento e di Napoli con l’accusa di attentato contro il Governo; il procedimento si aprì il 15 giugno 1863 benché, già ai primi di gennaio dello stesso anno, il Prefetto di Benevento Decoroso Sigismondi avesse appoggiato la sua causa promettendo di scrivere alle autorità sammarchesi affinché si provvedesse alla restituzione degli oggetti sottratti presso il palazzo Jelardi e che poi, in fase processuale e su richiesta del giudice Felice Aufiero del 25 novembre 1863, furono elencati in un memoriale di trentanove pagine inviato il 19 gennaio 1864 al Giudice del mandamento di Montecalvario in Napoli. 
Il memoriale contiene l'elenco degli oggetti e dei beni sottratti e i nominativi di tutti i saccheggiatori.
Ascoltati oltre duecento testimoni, il processo si concluse il 31 marzo del 1865 a favore di Nicola Jelardi con la piena assoluzione. Lo stesso avvocato Tofano, in un opuscolo stampato nel 1866, scrisse che egli  "per una delle mille umane contraddizioni fu vittima di quei medesimi principi liberali che coltivò sempre nei pensieri e nelle opere e che non gli risparmiarono stolte e invereconde accuse…patendo insino all’ultimo l’amaro oltraggio ed aspettando lunghi giorni e lunghissime notti prima che non fosse proclamata solennemente l’innocenza".
Assolto da ogni accusa, Nicola Jelardi perdonò i concittadini sammarchesi che avevano saccheggiato e danneggiato il suo palazzo, nonché i fratelli Giuseppe e Pietropaolo Ricci suoi nipoti che, il 2 dicembre 1864 presso la Corte di Appello di Napoli in Castel Capuano, vennero tuttavia citati per deporre sull’imputazione di saccheggi, rapine, ritorsione e incendi, senza però essere condannati poiché il 30 dicembre Pietropaolo Ricci ottenne da lui il perdono e inoltre, sempre tramite i suoi uffici, venne riammesso, assieme al fratello, nella Guardia Nazionale, da cui erano stati entrambi depennati per disposizione del Prefetto a seguito di un rigoroso rapporto dell’ispettore Casanova.
Rassicurando il Prefetto di Benevento Emilio Cler in una lettera del 17 giugno 1866 di aver «già compiuto la pacificazione degli animi», Jelardi concesse inoltre al tenente Ricci e a beneficio del paese l'uso gratuito di un immobile in Via Roma ove alloggiare sei carabinieri a piedi ed un brigadiere.
Il ritorno a San Marco di Jelardi e la sua magnanimità furono celebrati in un sonetto:
Jelardi col perdono generale / tre opere fece: / della misericordia corporale / abbeverò di vini gli assetati / vestì gli ignudi / die' cibo a crepapancia agli affamati. / Che molti perdonarono è fatto storico / ma per Jelardi / perdono e beneficio è fatto eroico.

## Attività politica postunitaria
Nicola Jelardi aveva ripreso appieno l’attività politica e amministrativa nel 1861, come Consigliere Provinciale nella prima seduta del Consiglio Provinciale di Benevento (da poco designata nuova provincia dell’Italia unita) e retta dal presidente Michele Ungaro, noto patriota.
Per ben ventitré anni in epoca postunitaria Nicola Jelardi, oltre la mansione di Vice Presidente della Provincia di Benevento (presidente Michele Ungaro), continuò pure a conservare la carica di Consigliere Provinciale e della Deputazione, fino al 1884. 
Ricoprì svariate altre cariche tra cui quella di Conciliatore già tenuta per più lustri, Socio corrispondente e medaglia d’oro del Circolo Scientifico, Letterario e Artistico “Il Frentano” (1876), Delegato alla promozione dell’Esposizione Universale di Vienna del 1873 (1872) e Socio benemerito delle società operaie di Mutuo Soccorso di Benevento, Buonalbergo e Pietrelcina, nonché Delegato Scolastico Mandamentale per il Circondario di San Giorgio la Molara (1868),
Venne altresì insignito dell’onorificenza di Cavaliere dell'Ordine della Corona d'Italia.
La sua attività politica - ove fu pure affiancato dai figli che sedettero al Consiglio Provinciale - venne altresì rafforzata da legami parentale. Per effetto delle nozze del figlio Federico con la marchesa Giuseppina Moscatelli divenne difatti consuocero di Antonio Moscatelli Marchese di Castelvetere che nel 1860 fu presidente della Provincia di Campobasso, mentre nel 1886, a seguito del matrimonio del figlio Ferdinando con la marchesa Carlotta Polvere Cassitto di Ravello, diventò consuocero del Senatore Marchese Nicola Polvere, anch'egli patriota e di vivissimi sentimenti liberali.
Tra le benemerenze di Nicola Jelardi vi fu pure la costruzione di due importanti edifici che tuttora costituiscono un vanto nel patrimonio architettonico ed artistico di San Marco dei Cavoti: devotissimo di Sant’Alfonso Maria de’ Liguori, infatti, consacrò a lui la propria famiglia e fece edificare in contrada Zenna,nel 1852, nei pressi del proprio casino di campagna, una piccola cappellina ove ancora oggi è vivo il culto del santo con festeggiamenti il 2 agosto. 
Verso la metà del XIX secolo, inoltre, diede avvio alla costruzione del nuovo imponente palazzo di Piazza Risorgimento, in sostituzione del vecchio edificio cinquecentesco di Largo Fontecavalli destinato a divenire inagibile per via di una frana ed affidando l’incarico di redigere il progetto al religioso Giovan Battista Iazeolla (1806 – 1859), architetto della provincia gesuitica, mentre gli interni vennero affrescati dal noto pittore napoletano Francesco Capuano.

## Giudizi Storici
Nicola Jelardi fu vittima politica, così come per anni fu pure vittima delle inesattezze di molti storici tra cui Giacinto de' Sivo e Luisa Sangiuolo, entrambi influenzati dalle tesi sostenute da Nicola Nisco il quale, all’epoca dei fatti del brigantaggio e poi successivamente fu ostile allo stesso Jelardi ma per meri motivi politici  legati anche alla sua vivissima ostilità con il Senatore Marchese Nicola Polvere che di Jelardi era consuocero. Ignorando dunque anche i processi da cui Jelardi era uscito pienamente assolto, Nisco tramandò poi nei suoi testi storici l'accusa contro di lui di essere filoborbonico e di essere entrato in San Marco dei Cavoti con il brigante Pelorosso. 
L’unico studioso, che pure aveva sostenuto questa tesi, a convincersi dell’errore fu Alfredo Zazo, il quale, riesaminati i fatti del 1861 così come andarono realmente, li rettificò in un articolo pubblicato sulla rivista «Samnium» da lui diretta, nel numero di gennaio-giugno del 1955, ritenendoli  una pagina di storia che doverosamente non deve essere ignorata, mentre successivamente Mario Rotili definì Nisco storico dei suoi tempi sebbene non sempre obiettivo e veritiero . 
Altre ricostruzioni ad opera di modestissimi storici locali - benché  siamo riportate dagli stessi in vari volumi e siti internet - non sono degne di alcuna nota poiché sono plagio dei già citati ed erronei testi e non supportate né dalla conoscenza né dalla lettura dei carteggi processuali e dei documenti dell'epoca.  

## Onorificenze
- Cavaliere del Real Ordine di Francesco I (9 febbraio 1833)